# 690 Wratislavia
690 Wratislavia eller 1909 HZ är en stor asteroid i huvudbältet, som upptäcktes 16 oktober 1909 av den amerikanske astronomen Joel Hastings Metcalf i Taunton. Den är uppkallad efter staden Wrocław.
Asteroiden har en diameter på ungefär 134 kilometer.